# Mörschied
Mörschied ist eine Ortsgemeinde im Landkreis Birkenfeld in Rheinland-Pfalz. Sie gehört der Verbandsgemeinde Herrstein-Rhaunen an.

## Geographie
Mörschied liegt am Naturpark Saar-Hunsrück. 64 Prozent der Gemarkungsfläche sind bewaldet. Im Osten befindet sich Herrstein. Die nächstgrößere Stadt ist Idar-Oberstein im Süden.
Zu Mörschied gehören auch die Wohnplätze Am Herrsteinerweg, Asbacherhütte, Hahnenmühle und Harfenmühle.
Mörschied ist eine Nationalparkgemeinde im Nationalpark Hunsrück-Hochwald.

## Bevölkerungsentwicklung
Die Entwicklung der Einwohnerzahl von Mörschied, die Werte von 1871 bis 1987 beruhen auf Volkszählungen:
| Jahr | Einwohner |
| ---- | --------- |
| 1815 | 457       |
| 1835 | 666       |
| 1871 | 746       |
| 1905 | 634       |
| 1939 | 592       |
| 1950 | 635       |
| 1961 | 683       |

| Jahr | Einwohner |
| ---- | --------- |
| 1970 | 738       |
| 1987 | 793       |
| 1997 | 868       |
| 2005 | 922       |
| 2017 | 811       |
| 2022 | 738       |

## Politik

### Gemeinderat
Der Gemeinderat in Mörschied besteht aus zwölf Ratsmitgliedern, die bei der Kommunalwahl am 9. Juni 2024 in einer Mehrheitswahl gewählt wurden, und der ehrenamtlichen Ortsbürgermeisterin als Vorsitzender.

### Bürgermeister
Jacqueline Weber wurde am 2. September 2024 Ortsbürgermeisterin von Mörschied. Bei der Direktwahl am 9. Juni 2024 war sie als einzige Bewerberin mit einem Stimmenanteil 63,2 % für fünf Jahre gewählt worden.
Webers Vorgänger Harald Friedrich hatte sich bei der Kommunalwahl 2014 deutlich gegen den bisherigen Amtsinhaber Dieter Brombacher durchsetzen können und kandidierte nach einer Wiederwahl 2019 im Jahr 2024 nicht erneut als Ortsbürgermeister.

## Kultur
Seit dem Jahre 1990 gibt es in Mörschied eine Freilichtbühne, die jährlich in den Sommermonaten die Karl-May-Festspiele Mörschied veranstaltet, die jedes Jahr rund 10.000 Besucher in den Ort lockt. Folgende Geschichten wurden in den letzten Jahren inszeniert: 
- 2013 Unter Geiern
- 2014 Der Schatz im Silbersee
- 2015 Old Surehand
- 2016 Unter Geiern
- 2017 Im Tal des Todes
- 2018 Winnetou II
- 2019 Der Ölprinz
- 2020 Ölprinz 2.0
- 2021 Halbblut
- 2022 Winnetou III
- 2023 Winnetou und die Felsenburg
- 2024 Der Schatz im Silbersee[9]

## Wirtschaft und Infrastruktur
Im Süden verläuft die Bundesstraße 422. In Idar-Oberstein ist ein Bahnhof der Bahnstrecke Bingen–Saarbrücken.

## Persönlichkeiten
- Wilhelm Reichardt (1855–1938), deutsch-brasilianischer Maler und Hochschullehrer